# Одинокая женщина (фильм, 1936)
«Одинокая женщина» (англ. A Woman Alone) — британский фильм 1936 года режиссёра Юджина Френке по сценарию Фёдора Оцепа с Анной Стэн в главной роли.
На 4-м Венецианском кинофестивале фильм номинировался на «Кубок Муссолини» в категории «Лучший иностранный фильм».

## Сюжет
Мария — крестьянская девушка, подруга солдата, становится гоничной офицера — капитана гвардии Николая Ильинского. Он признаётся ей в любви. Возникают слухи о предполагаемых отношениях между ними, и солдат Яков — жених Марии, из-за ревности нападает на офицера. Якова собираются судить за нападение на офицера по политическим мотивам. Мария, чтобы его спасти, ложно признаётся в любви к Николаю, и тот заявляя на суде, что нападени было из-за ревности, тем самым оправдывает солдата, но сам за этот позорящий его факт вынужден уйти в отставку.

Место действия этой истории-Царская Россия. Молодая крестьянская девушка ложно признается в романе с капитаном стражи, чтобы спасти жизнь своему бывшему жениху. Хотя ее признание вынуждает капитана уйти в отставку, он и девушка счастливо воссоединились. Танцы и костюмы живописны, а актерская игра Анны Стен выдающаяся.
Оригинальный текст (англ.)The locale of the story is Czarist Russia. A young peasant girl falsely confesses to an affair with the captain of the guards in order to save the life of her former fiance. Though her confession forces the captain to resign his commission, he and the girl are happily reunited . The dances and the costumes are picturesque, and the acting of Anna Sten outstanding.— National Board of Review Magazine, 1937

## В ролях
- Анна Стэн — Мария
- Генри Вилкоксон — капитан Николай Ильинский
- Виола Китс — Ольга Ильинская
- Джон Гэррик — Яков
- Ромели Ланг — лейтенант Тузенбах
- Эсми Пирси — генерал Петров
- Гай Миддлтон — Алёшка
- Минни Рэйнер — Лушка
- и другие